# Petr Janda (architekt)
Petr Janda (* 5. ledna 1975 Gottwaldov) je český architekt a výtvarný umělec.

## Studium a kariéra
Vystudoval Střední průmyslovou školu stavební ve Zlíně, poté Fakultu architektury ČVUT v Praze (1993–2001), diplom obhájil v ateliéru prof. Jana Bočana. V letech 1997–2003 pokračoval ve studiu na Akademii výtvarných umění v Praze ve Škole monumentální tvorby prof. Aleše Veselého.
Stal se zakládajícím členem ateliéru sporadical, od března 2008 má vlastní studio brainwork. Od dubna 2011 do roku 2014 byl členem představenstva České komory architektů. Jako porotce i soutěžící se pravidelně účastní architektonických soutěží a přehlídek.
V letech 2020 a 2021 byl nominován na Architekta roku.

## Realizace

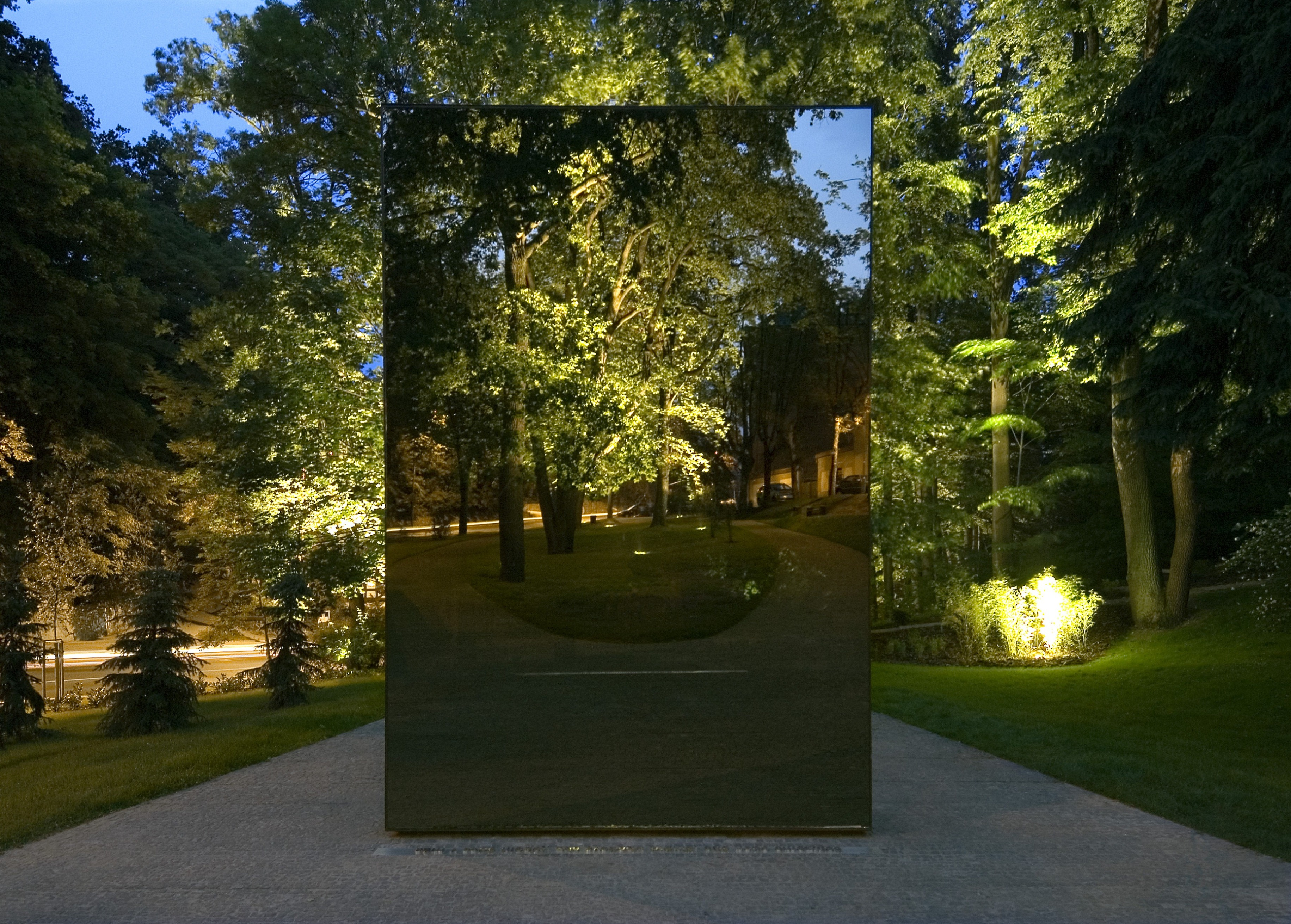
Památník obětem komunismu Liberec

- Památník povodni, Otrokovice (1998)
- Památník obětem komunismu, Liberec (2006)[3]
- Lazyhouse, Zlín (2007–2020)
- Revitalizace pražských náplavek Rašínova a Hořejšího nábřeží, Praha (2009–2019)
- (A)VOID Floating – plovoucí pavilón, Rašínovo nábřeží, Praha (2011)

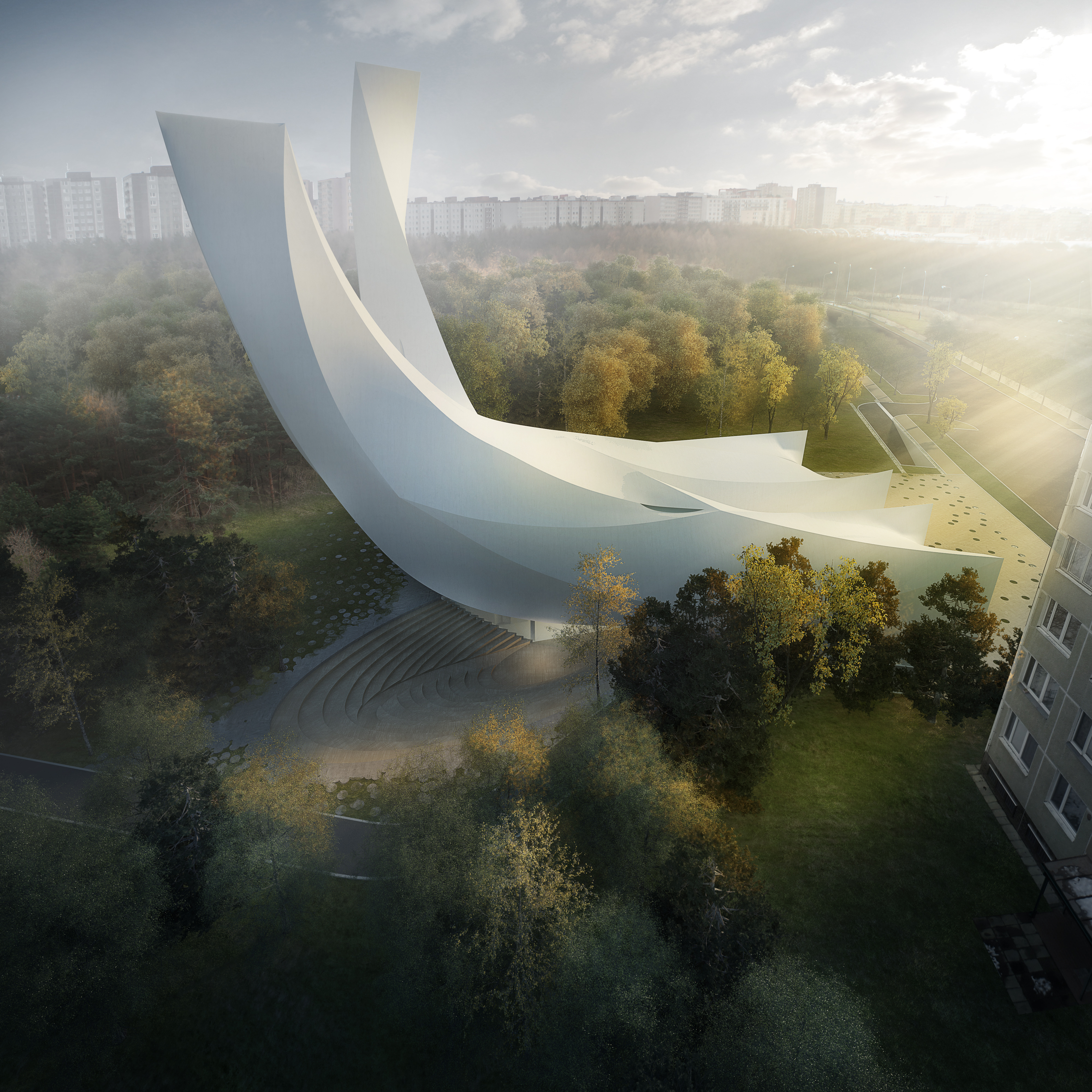
Návrh kostela Krista Spasitele a komunitního centra Barrandov

## Soutěže – ocenění
- Národní cena BigMat 2013 (BigMat ’13 International Architecture Award) – Památník obětem komunismu, Liberec[4]
- 2. cena – Památník upálení Jana Palacha a Jana Zajíce, Václavské náměstí, Praha (1999)
- 3. cena – Památník obětem totality, Újezd, Praha (2000), s A. Kubalíkem
- Grand Prix architektů 2007 v kat. Výtvarné dílo v architektuře – Památník obětem komunismu, Liberec [5]
- 2. cena – Památník Nikoly Tesly v Praze-Dejvicích (2007)
- 1. cena Aboard city 1 – Vyšehrad, apartmánový botel (2007)
- 1. cena Aboard city 2 – Smíchov, apartmánový botel (2009)
- 2–3. cena – Kostel Krista Spasitele a Komunitní centrum Barrandov (2013)
- 2. cena - Celkové řešení expozic Národního muzea, Praha (2016)
- 1. cena - Návštěvnické centrum rezervace plameňáků v Abú Zabí (2020)[6][7]

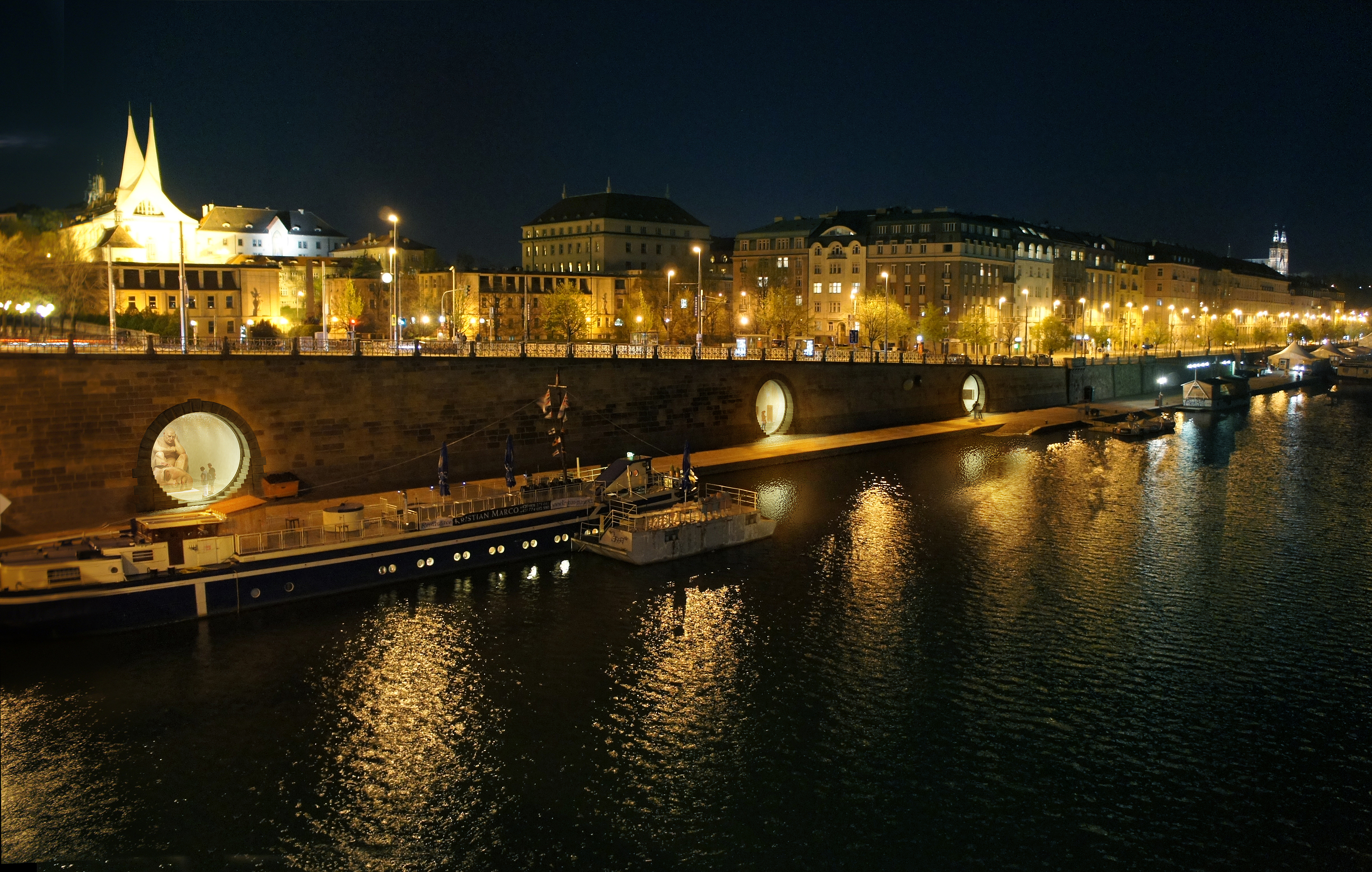
Pražská náplavka

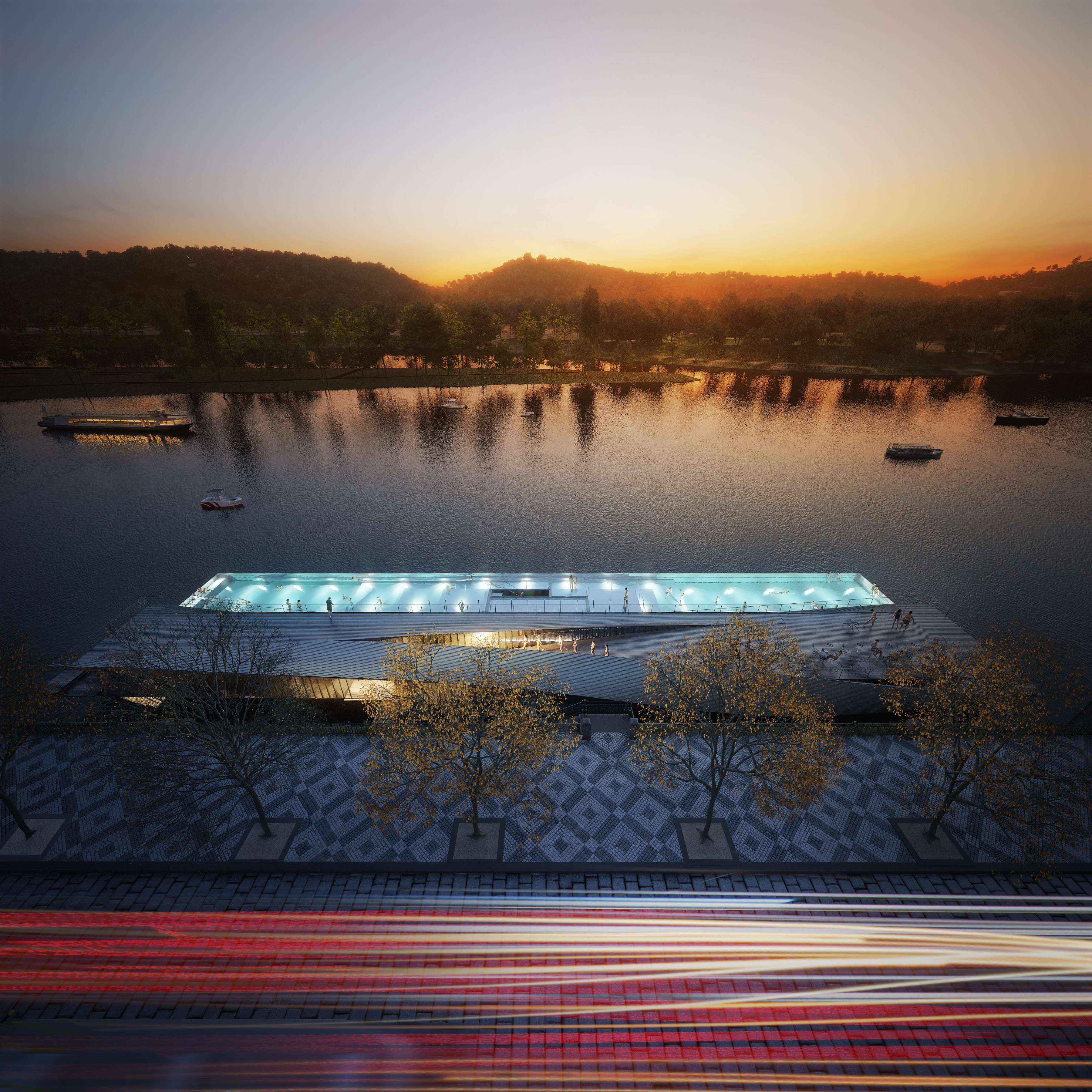
Plovoucí lázně

- Revitalizace pražských náplavek Rašínova a Hořejšího nábřeží, Praha (2009–2019)
  - Architecture Master Prize 2020 – Best of the best, Restoration and renovation
  - BigSEE Architecture Award 2020 – Grand prix, Public and commercial Architecture
  - Grand Prix architektů 2020 – Národní cena za architekturu – Grand prix v kategorii Urbanismus
  - Stavba roku 2020 – Cena primátora hlavního města Prahy, Zvláštní cena poroty
  - German Design Awards 2021 – Special Mention
  - Česká cena za architekturu 2020 – finalista ČCA
  - Iconic Award 2020 – Best of the best
  - Archdaily Award 2020 - finalista
  - Architizer A+Award 2021 - Special mention
  - BigMat Award 2021 - National Prize
  - Dezeen Award 2021 – finalista
  - Mies van der Rohe Award 2022 cena EU - finalista
  - Piranesi Award 2021 – finalista
- Plovoucí lázně na Vltavě, Praha[8][9]
  - Architizer A+Award 2021 – vítěz kategorie Sport a rekreace, dosud nerealizovaný projekt
  - European Property Awards 2021 - vítěz kategorie Architektura pro volný čas
- Lazyhouse, Zlín
  - Česká cena za architekturu 2021 – finalista ČCA
  - European Property Awards 2021 - winner of Architecture Single Residence Category, Czech Republic